# Sabatera negra
El mariner o sabatera negra (Boletopsis leucomelaena) és una espècie de fong de l'ordre dels teleforals (Thelephorales), família Bankeraceae.
Va ser descrita primer l'any 1801 com a Boletus leucomelas per Christian Hendrik Persoon. El micòleg suís Victor Fayod la va traslladar a Boletopsis el 1889.
El bolet figura com una espècie prioritària al Pla d'acció per a la biodiversitat del Regne Unit. B. leucomelaena es troba a la regió del nord-oest del Pacífic d'Amèrica del Nord, al Japó i a tot Europa, si bé és menys comú que Boletopsis  grisea.